# 鈴木力 (燕市長)
鈴木 力（すずき つとむ、1960年〈昭和35年〉9月28日 - ）は、日本の政治家。新潟県燕市長（4期）。

## 来歴
新潟県燕市立燕西小学校、燕市立燕中学校、新潟県立三条高等学校を経て、1983年（昭和58年）3月、早稲田大学政治経済学部卒業。同年4月、新潟県庁に入庁。2007年（平成19年）7月、知事政策局政策監に就任。2010年（平成22年）1月、新潟県庁を退職。
2010年（平成22年）4月の燕市長選挙に出馬し、無投票で初当選。
2014年（平成26年）の市長選も無投票で再選。
2018年（平成30年）の市長選は当初選挙戦となる見込みであったが、立候補を予定していた行政書士の新人が告示日に立候補を辞退したため無投票で3選。
2022年（令和4年）の市長選挙で元市職員の新人を破り4選。
2025年（令和7年）3月26日、翌年（2026年）の市長選挙に出馬せず、任期満了前となる2025年10月22日付で市長職を辞職する意思を表明。鈴木は「本来ならば3期12年で退任するつもりだったが、新型コロナウイルス問題への対応があったので4期目の選挙に出た。多選の弊害を考慮し、人心一新を図るのが良いと考えた」と語り、任期満了前の辞職については「2026年に予定されている『燕市合併記念式典』や、来年度予算編成などは新市長の下で執り行うのが良いと考えた」からだとし、引退後は「政界から引退する」と語った。